# 吉姆马珍雪山
吉姆马珍雪山，是小喜马拉雅山脉的一座山峰，是中国、不丹、印度三国交界点。

## 简介

洞朗及周边地区的地图

吉姆马珍雪山（旧译“支莫挚山”）地处小喜马拉雅山脉。海拔4400多米。吉姆马珍雪山因是中国、不丹、印度三国交界点而闻名。1890年《中英会议藏印条约》第一款规定：
第一款 藏、哲之界，以自布坦交界之支莫挚山起，至廓尔喀边界止，分哲属梯斯塔及近山南流诸小河，藏属莫竹及近山北流诸小河，分水流之一带山顶为界。
此段话的意思是，中国西藏与英国保护国哲孟雄（即锡金，1975年被印度吞并）的分界，以自与不丹交界的吉姆马珍雪山起，至廓尔喀（即尼泊尔）边界止，分为哲孟雄下属的梯斯塔及近山南流诸小河，西藏属莫竹及近山北流诸小河，以分水流之一带山顶为界。但是，不丹并非这一条约的签约方。
自1890年该条约签订后，吉姆马珍雪山一直作为中国、不丹、锡金（1975年后为印度）三国交界点，并在各国地图中标明。例如1923年英属印度测绘局长制的一幅地图便清楚地将吉姆马珍雪山标明为中国、不丹、锡金三国交界点。大英图书馆藏有的权威且准确的锡金地图是最多的，由英属印度测绘局在1933年至1937年间制作的锡金地图均将吉姆马珍雪山标明为中国、不丹、锡金三国交界点。此后，英属印度测绘局及不丹制作的地图分别改将三国交界点绘制在吉姆马珍雪山以北6.5公里靠近巴塘拉（Batang La）处。